# 郭友于
郭友于（1937年—），浙江临海人，中华人民共和国政治人物、教育家。

## 生平
1958年7月，毕业于同济大学结构系工业与民用建筑专业，毕业后留校任教。1976年3月，调入台州师范专科学校，历任物理科副主任。1984年4月，出任台州师范专科学校副校长。此外他还担任第七届全国人民代表大会代表、第八届浙江省政协常委，之后担任第八届临海市政协副主席。1993年4月，连任临海市第九届常委会副主席。1995年5月，担任台州市第一届人大常委会副主任（至1998年12月）。